# Oost-Kalimantan
Oost-Kalimantan (Indonesisch: Kalimantan Timur) is een provincie van Indonesië. Het is een van de vijf provincies van Kalimantan, het Indonesische deel van het eiland Borneo. De hoofdstad van Oost-Kalimantan is Samarinda. De provincie ligt in de tijdzone UTC+8.
Op 22 april 2013 is een deel van het grondgebied van de provincie Oost-Kalimantan overgegaan naar de nieuw ingestelde provincie Noord-Kalimantan (Indonesisch: Kalimantan Utara).

## Overheid
Oost-Kalimantan is opgedeeld in 6 regentschappen en 3 stadsgemeenten (kota)
De districten zijn:
- Paser
- Penajam Paser Utara
- Kutai Kartanegara
- Kutai Barat (West-Koetei)
- Kutai Timur (Oost-Koetei)
- Berau

De stadsgemeenten zijn:
- Balikpapan
- Samarinda
- Bontang

## Regenwoud
Het grootste probleem in de provincië is de illegale kap van het regenwoud, welke vrijwel het hele regenwoud heeft verwoest. Minder dan de helft van het oorspronkelijke regenwoud is nog intact, zoals in het Nationaal park Kayan Mentarang in het noorden van de provincie.

## Economie
Oost-Kalimantan leunt zwaar op de exploitatie van natuurlijke reserves zoals oliewinning, gaswinning en mijnbouw (zowel kolen als goud). Balikpapan heeft een raffinaderij die door de Nederlandse regering gebouwd is vóór de Tweede Wereldoorlog. Deze is in de Tweede Wereldoorlog verwoest en later weer opgebouwd.
Andere zich ontwikkelende economische sectoren zijn de landbouw en het toerisme. Oost-Kalimantan heeft diverse toeristische bestemmingen zoals Derawan-eilanden in het Berau district, Krokodil opvang in Balikpapan, hertenopvang in Penajam, het Dajaks (oorspronkelijke bewoners van Kalimantan) pampangdorp in Samarinda en veel andere bestemmingen.
Het grootste probleem voor de economische ontwikkeling, is het gebrek aan infrastructuur. Het transport is nog grotendeels afhankelijk van traditionele boten die de kuststeden verbinden en gebieden langs de Mahakam rivier, de hoofdrivier.

## Prehistorische kunst
In de grotten van Oost-Kalimantan zijn schilderingen gevonden van 40.000 tot meer dan 50.000 jaar oud. Zo bevat de grot Lubang Jeriji Saléh de oudst bekende afbeelding van dieren, te weten drie runderen.